# 宜保愛子
宜保 愛子（ぎぼ あいこ、1932年〈昭和7年〉1月5日 - 2003年〈平成15年〉5月6日）は、日本の霊能力者。霊能者としてのテレビ等でも活動していた。神奈川県横浜市生まれ。
1980年代にテレビで稀代の霊能者として取り上げられたことで一躍注目を浴びた。著書も多数出版され、ベストセラーも多数存在した。霊能力があるとして多数の信奉者を生み人気を集めた一方、その能力についての真贋論争も話題となった。

## 来歴
幼少時、懐疑主義者の父や母親からはその特異体質を非難されたが、兄だけは受け入れてくれていた。その為、兄の戦死はかなりの辛さだったといい、墜落した海に行った際には号泣し、「お兄ちゃん」と連呼していた程であった。また宜保の弟は飛び出した際に車に轢かれ死亡している。私生活では二男一女の母親であり主婦であった。
1961年（昭和36年）のテレビ出演を期に、人気が高まり、多くの講演会を行うようになる。1970年代中頃から、心霊研究家の放送作家新倉イワオと共に、日本テレビの『あなたの知らない世界』に出演、また女性週刊誌『女性自身』の有名人との対談連載などによって1980年代後半に話題となった。芸能人のみならず多くの文化人とも霊視対談を行った。1990年代に入ってから彼女の霊能をテーマとした多くの特番が組まれ、著書がベストセラーにもなった。しかし1993年（平成5年）には、その霊能力を疑問視する物理学者の大槻義彦や女性誌から批判を浴びた。
1995年（平成7年）以降はオウム真理教事件の影響でオカルト的な放送をすることに批判が高まる中で出演回数は低下し、約5年間テレビ界から遠ざかった。2001年から2003年までフジテレビ・『力の限りゴーゴゴー!!』のコーナーに出演。話題となった「力合わせてゴーゴゴー宜保スペシャル強力版」が最後のテレビ出演となった。
2003年5月6日、胃癌のため死去。71歳没。葬儀は本人の生前からの遺言で親族のみの密葬で行われた。霊能力に関して批判していた大槻義彦は、「霊感商法等により露骨な金儲けを行うような事は一切なかったところは評価できる。私は彼女の霊的現象について疑義を持っていろいろと批判、検証はしたが、彼女の人間性や人柄までは否定するつもりは一切なかった。」と追悼の言を述べた。霊視・霊能とは別に、宜保の人間性を評価する者も少なくなかった。

## 人物
気さくさや上品さ、人や霊への隔てのない優しさを持つ人物であり、出演番組では天然ボケな一面も披露していた。また、番組では遠隔霊視した建物などを絵に書く事も多かったが、描かれた絵を見るに絵は苦手だった事がうかがえる。
先天性の難聴により右耳の聴力を失っており、その右耳は霊の言葉を聞くことができたという。
また、4歳のとき、左目に火箸が落ちて失明寸前となり、1年ほど闘病生活を送ったが、それでも視力は回復せずほとんど見えなくなった。
本人によれば、6歳頃に、自分の中の霊能力を自覚したといい、蔵が燃える風景や自殺した人が飛び込む風景などが見えていたり、車にひかれた弟の身体から魂が抜けて上るのが見えたという。また、ハッキリと理解したのは幼なじみの友人が亡くなった後、宜保に「遊ぼう」と声をかけてきて、宜保が遊びに行こうとして親に友人が死んだ事を話された時だという。
宜保は相談者の守護霊の声が聞こえ、姿が見え、亡くなった人が守護霊になると、その人物の側に行ってもなんとなく温度を感じず、生きている人が守護霊だと体温のような温かさを感じるという。そして、相談者の亡くなった肉親の霊と話すことによりその肉親について他人が知り得ないことがらや、相談者の家の構造や家具の配置などを言い当てたとされる。また、守護霊や霊との会話はテレビに映る映像を見るようだと語り、耳元で囁いてくることもあると語っている。
なお、宜保によれば海外の人の守護霊や霊でも普通に上記のように映像を見ていたり会話したりしているらしいが、英語圏の場合だけは何故か英会話をいっているらしいと語っている。
また、霊能力の1つとして、霊視が可能で人の持ち物からその人物にまつわることを見たり（宜保本人によると浮かび上がってくる、知り合いなら人物特定も出来る可能性がある）、建物などの過去や過去にあったものを見る、遠隔（海外でも）霊視する力もあると主張していた。
元英語教師という事もあり、英語にも堪能で、通訳を介さずに撮影や能力解明に協力していた海外の人に霊や霊の話などを話したり、ユリ・ゲラーと会話を行ったことがある。
寒がりであり、よくロケ中に「寒い」と言っていた。

## 霊能力に関する議論
批判的な見解
宜保の行った霊視の大半は調査や資料に当たることでわかるものであり、霊視の内容が事実と矛盾することもあるとして、その霊視は事前の調査によるものであるとの疑惑も報じられた。
例えば、物理学者の大槻義彦は、「昔、私が対決した霊能者の宜保愛子は、6人のスタッフ（家族でスタッフを固めた「オフィスワン」という個人事務所）で事前調査をしていました」と語っている。当時大槻は、宜保が霊能力と称しているものはどれも何らかのトリックで説明がつくものだから、自分が実験に立ち会ってチェックさせてほしいと宜保側に申し込み、テレビ番組での対決が具体化しかけたが、結果的には宜保側がキャンセルした。さらに、宜保の著書『宜保愛子の死後の世界』（日東書院 ISBN 4528007940）に大槻のプラズマ実験写真が「霊の写真」との説明で無断で使われていたことが発覚し問題となった 。
また、1993年12月30日に日本テレビで放映された『新たなる挑戦II』において、ロンドン塔ブラディ・タワーの上階に置いてある天蓋付きのベッドに、エドワード4世のふたりの王子、エドワード5世とリチャードが座っていると霊視した。しかし、宜保が霊視をしたという兄弟が生きていた当時その階は存在せず、その1世紀以上も後に増築された場所であった。更に宜保の霊視内容は夏目漱石著作の小説『倫敦塔』の内容とほぼ一致していることが指摘されている。
また、日本テレビで放映されたエジプトでの霊視番組における歴史事実との矛盾、どのような事前調査を行って霊視に見せかけていたのか、その手法が、永瀬唯 他『ギボギボ90分!―と学会レポート 』(楽工社 2006年11月 ISBN 4903063062)にて明かされている。
これらの批判的な意見が存在する中で、霊能力や霊視に対する科学的な説明として、「シャルル・ボネ症候群」に関連した神経学的な異常が「幻視」となって見えたのではと指摘する研究者もいる。

## 主な著書

### かんき出版
- 宜保愛子の霊視の世界　―災いを招く霊幸せを呼ぶ霊 ISBN 4761251832 1986年刊
- あなたの運命を拓く　愛の霊視の世界 ISBN 4761251832 1987年刊

### コスカ出版
- ザ・会社霊大研究　ツキを呼び込むビジネス成功術 ISBN 4876510075  出版年1987年刊

### 角川書店
- 宜保愛子が視た生霊の愛と憎 ISBN 4047060771 1991年刊
- 愛の霊供養　幸せのための第一歩 ISBN 4391113759 1991年刊

### 学習研究社
- 宜保愛子の心霊教室 ISBN 4051060403 1992年刊

### 光文社
- 供養法つき心霊写真の見分け方　あなたのアルバムにも一枚はあるかもしれない！ISBN 4334900143 1987年刊
- あなたの愛の守護霊 ISBN 4334900224 1991年刊

### 講談社
- 霊能者として生まれて生きて ISBN 4061852973 1992年刊
- 霊能者として生まれて生きて ISBN 4062054035 1992年刊
- 国際版あなたの守護霊 ISBN 4062058138 1992年刊
- 宜保愛子の恐怖体験 ISBN 4062059487 1992年刊
- 宜保愛子生まれ変わりの秘密 ISBN 4062060256 1993年刊
- 宜保愛子愛と哀しみの霊たち ISBN 4062066157 1994年刊
- 宜保愛子鎮魂と供養 ISBN 4062072092 1995年刊
- 英語版あなたの守護霊Findingyourguardianspirit ISBN 4770017308 講談社インターナショナル 出版年1992年刊

#### 漫画
- 宜保愛子の私の恐怖体験
  1. ISBN 406319342X 1992年刊
  2. ISBN 4063194272 1993年刊
  3. ISBN 4063194345 1993年刊
- KCデラックス　宜保愛子の学校のこわい話
  1. ISBN 4063195635 1995年刊
  2. ISBN 4063195929 1995年刊
  3. ISBN 4063196062 1995年刊

### 主婦と生活社
- あなたの霊が見える　しあわせを呼ぶ霊の招き方 ISBN 4391113759 1991年刊
- 運を好転させる！あなたの因縁霊　先祖の因縁が人生を決める暗を明に変える霊の招き方 ISBN 4391114585 1992年刊
- 物にやどる霊　あなたを守護する！ ISBN 4391115360 1993年刊
- 霊が喜ぶ開運家相　戸建てから集合住宅まで凶相でもこうすれば安心！ ISBN 4391115964 1993年刊
- あなたに霊が囁いている―「夢の知らせ・虫の知らせ」で幸運をつかむ！ ISBN 4391116561 1994年刊

### 青林堂
- 因縁物語 ISBN 4792603153  2000年刊

### 説話社
- 宜保愛子の霊供養―こんなときどうする
  1. ISBN 4916217195 2001年刊
  2. ISBN 4916217225 2002年刊
- 宜保愛子がアドバイス　色情因縁・地縛霊・物に宿る霊ISBN:491621725X 2002年刊

### 大陸書房
- 宜保愛子の霊視開運法　これであなたも幸せになれる ISBN 4803311374 1987年刊
- 幸せを招くやさしい供養のしかた ISBN 4803327629 1990年刊
- 宜保愛子の世にも怪奇な心霊写真集 ISBN 4803330220 1990年刊
- 宜保愛子の霊視の世界《文庫》 ISBN 4803332355 1991年刊
- 宜保愛子の幸せを呼ぶ守護霊 ISBN 4803333823 1991年刊

#### 漫画
- 宜保愛子の世にも怪奇な物語
  1. ISBN 4803324662 1990年刊
  2. ISBN 4803331405 1990年刊
  3. ISBN 4803336873 1991年刊

#### ビデオソフト
- 宜保愛子　霊視の世界
  1. ISBN 4803325065 1989年刊
  2. ISBN 4803325073 1989年刊

#### カセットテープ
- 死後の世界と先祖供養 ISBN 4803333793 1991年刊
- 守護霊と霊障幸せを呼ぶ供養のしかた ISBN 4803336873 1991年刊

### 大和堂
- 不思議体験集 ISBN 4810374564 1997年刊

### 日東書院
- 宜保愛子の幸せを招く　
  - 先祖霊の祀り方 ISBN 4528007851 1986年刊
  - 家相開運法 ISBN 4528007894 1988年刊
  - お墓と仏壇の祀り方 ISBN 4528007916 1989年刊
  - 霊障供養のしかた 動物霊・植物霊もあなたを守ってくれる ISBN 4528007932 1990年刊
  - 霊視の世界 ISBN 4528018616 2002年刊
- 宜保愛子の死後の世界　―霊から聞いた霊界の本当の姿 ISBN 4528007940 1991年刊
- まんが版世にも不思議な霊の話 ISBN 4528007967 1990年刊
- 私の猫は超能力者？―人間と猫の心あたたまるふれ合いストーリー ISBN 4528008092 1995年刊
- 宜保愛子の先祖霊があなたを守る ISBN 4528018624 2002年刊
- 宜保愛子の幸せを呼ぶ　家相・インテリア開運 ISBN 4528018632 2002年刊
- 宜保愛子の霊がよろこぶ　法事・仏壇・お墓の供養 ISBN 4528018640 2003年刊
- 死ぬ瞬間(とき)から輪廻転生―宜保愛子の霊界からのメッセージ ISBN 4528018659 2003年刊
- 霊に守られて―宜保愛子の最後のメッセージ ISBN 4528018667 2003年刊
- あなたの運命を拓く　愛の霊視の世界 ISBN 452800786X 1987年刊

### 勁文社
- さまよえる死霊の叫び ISBN 4766904214 1986年刊
- 戦慄の霊視シリーズ
  1. 恐怖の心霊体験 ISBN 4766905601 1987年刊
  2. 戦慄の心霊写真集 ISBN 4766905849 1987年刊
  3. 震撼！幽霊屋敷 ISBN 4766905989 1987年刊
  4. 恐怖の心霊体験(2) ISBN 4766907302 1988年刊
  5. 恐怖実体験コミック　心霊写真の謎 ISBN不明 1988年刊
  6. 実体験 地縛霊の恐怖 ISBN 4766907744 1988年刊
- 愛の心霊相談 ISBN 4766908716 1988年刊

#### ケイブンシャ大百科シリーズ
- 232 恐怖の霊大百科　1985.9.10刊
- 258 恐怖の怨霊大百科2　1986.6.5刊
- 285 怪奇亡霊大百科　1986.6.5刊
- 296 心霊写真大百科　1987.5.25刊
- 305 恐怖の霊大百科2　1987.7.25刊
- 324 心霊写真大百科2　1988.2.15刊
- 342 心霊写真大百科3　1988.9.26刊
- 354 恐怖話大百科　1989.3.2刊
- 362 恐怖の心霊体験大百科　1989.4.28刊
- 368 宜保愛子の霊視大百科　1989.6.22刊
- 377 宜保愛子の心霊探検大百科　1989.8.24刊
- 380 霊能力入門大百科　1989.10.5刊
- 387 宜保愛子の心霊探検大百科2　1989.12.12刊
- 398 宜保愛子の恐怖話大百科2　1990.3.21刊
- 409 守護霊大百科　1990.6.19刊
- 411 心霊写真大百科4　1990.7.11刊

## トーク番組
- パック2（北海道放送）不定期レギュラー - 北海道のローカルのワイドショー番組で、1980年代後半以降、北海道各地の霊場と言われる場所に出かけて霊視を行う企画がシリーズ化されていた。